# 国家体育场 (北京)
国家体育场，俗称「鸟巢」，位于中国北京市朝阳区奥林匹克公园内，占地面积20.4万平方米，于2003年12月动土，2004年3月正式开工，并于2008年6月28日完工。整个体育场由一系列辐射式门式钢桁架围绕碗状坐席区旋转而成，结构组件相互支撑，形成网格状的构架，外观如树枝编织成的鸟巢，场内观众坐席约为91,000个，其中临时坐席11,000个。国家体育场是北京市的标志性建筑，为2008年北京奥运会、2022年北京冬奥会的开闭幕式举办地，亦举办多项世界级及国家级文化体育盛事。2014年，入选“中国当代十大建筑”。

## 历史
2002年10月25日，受北京市人民政府和第二十九届奥运会组委会授权，北京市规划委员会面向全球征集2008年奥运会主体育场——中国国家体育场的建筑概念设计方案。截止到2002年11月20日，竞赛办公室共收到44家著名设计单位提供的有效资格预审文件。2003年3月18日，全球13家建筑设计公司及设计联合体到北京参与正式竞赛。评审委员会以压倒多数票推选“鸟巢”方案为重点推荐实施方案。在北京国际会议中心的观众投票中“鸟巢”亦名列第一，最终，由瑞士赫尔佐格和德梅隆设计公司（藝術家艾未未作為藝術顧問）与中国建筑设计研究院组成的联合体设计完成的“鸟巢”方案，被确定为中国国家体育场的设计方案。
2003年12月24日上午9时15分，国家体育场举行开工奠基仪式。时任中共中央政治局常委、全国政协主席贾庆林，时任北京市委书记、北京奥组委主席刘淇，时任北京市代市长、北京奥组委执行主席王岐山等为国家体育场奠基。2004年，时任北京市長王岐山指出，北京奥组委及其他相关部门要树立“节俭办奥运”的观念，尽最大努力降低工程造价。出于经济性与安全性方面的考虑，国家体育场“鸟巢”工地从7月30日起暂停施工，等待施工方案调整。根据专家的反复研究论证，“鸟巢”原设计方案中的可开启屋顶被取消，屋顶开口扩大，并通过钢结构的优化，其钢结构用钢量比原设计方案减少了22.3％，膜结构减少了23％。优化调整后的方案可以确保工程造价控制在国家发改委要求的22.67亿元之内。2004年12月28日，国家体育场工程正式复工。

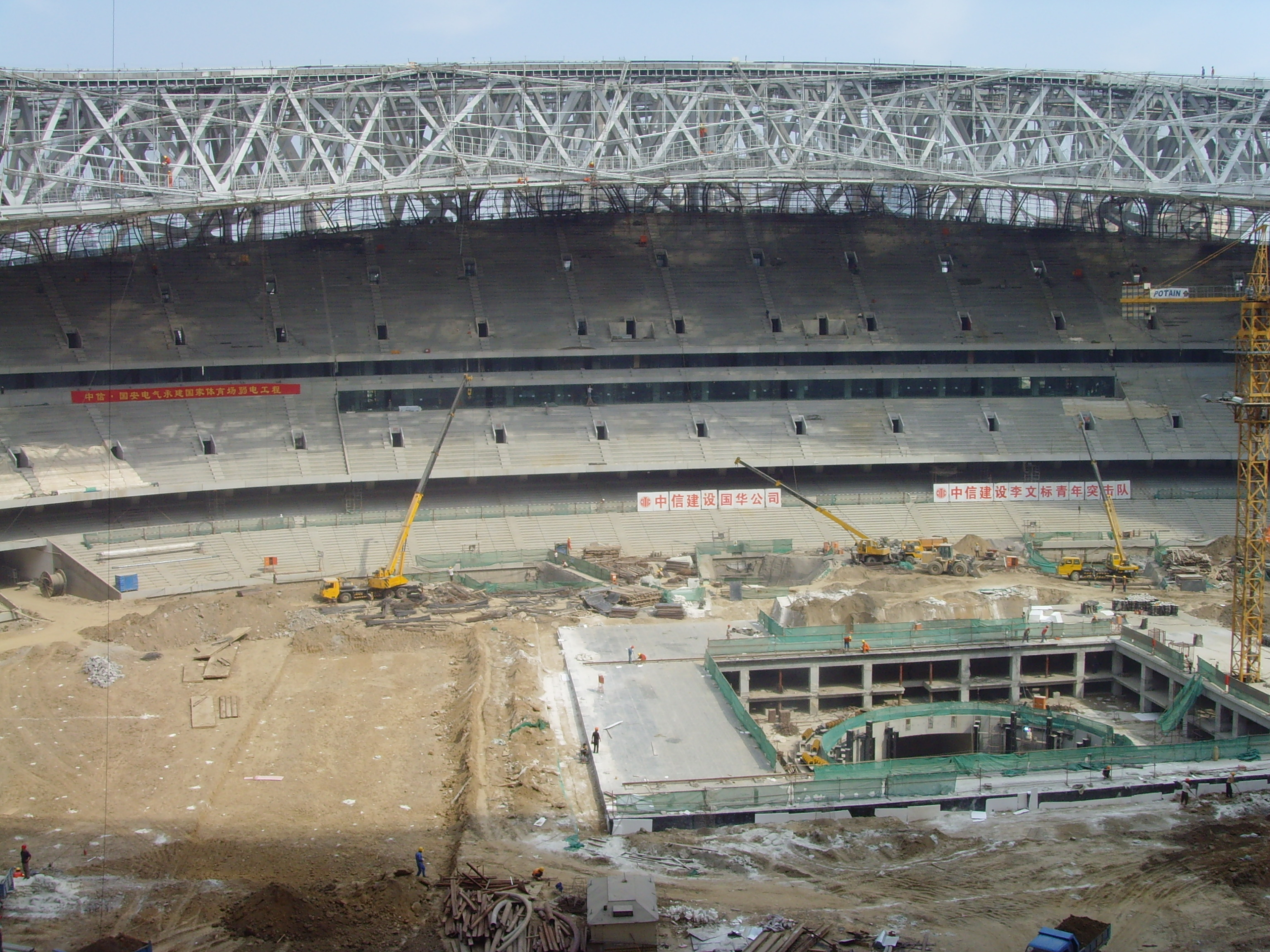
2007年9月建设中的体育场

在2005年的11月15日，體育場的混凝土主體結構封頂，及後的2006年8月31日中午1時，鋼結構立面次結構的26個合龙焊口全部完成焊接，鋼結構工程合龙完成，同年的9月17日，體育場鋼結構卸載順利完成，共卸載了15,000噸鋼，安裝了78個卸載點。當中，最大的卸載點負荷了320噸的重量。3個月後，钢结构吊装工程也全部完成，共動用了24台吊車、1,209人參與。至2008年6月28日，鳥巢正式竣工。
2009年4月2日，國際巨星成龍宣佈於5月1日在國家體育場舉行「龍的傳人」和他的朋友們2009北京演唱會，成為在「鳥巢」舉辦演唱會的第一位歌手。

## 经营
国家体育场工程按PPP模式建设。2003年8月9日，在历时9个月的竞争后，以中国中信集团为首，成员包括北京城建集团、美国金州控股集团以及中信集团公司所属国安岳强有限公司的联合体———中信联合体夺得国家体育场的建设权和30年经营权。这也是中国国内首次以招投标的方式确定大型体育场馆的项目法人。中信联合体与北京市国有资产经营管理有限公司共同组建了项目公司——国家体育场有限责任公司。北京市国有资产经营有限责任公司代表政府出资58%，中信联合体出资42%（其中中信集团所占比例为65%、北京城建集团所占比例为30%、美国金州公司所占比例为5%）。
2009年8月20日，北京市人民政府与中信联合体在北京饭店签署 《关于进一步加强国家体育场运营维护管理协议》。根据协议，国家体育场“鸟巢”将进行股份制改造，北京市政府持有的58%股份将改为股权，主导经营场馆，并承担亏损和盈利；原中信联合体成员共持有42%的股权，实质上放弃了30年的特许经营权。同时，成立国家体育场运营维护协调小组，形成在北京市委、市政府主导下，由国家体育场公司负责运营，北京市各相关部门、属地政府全力配合的新体制。

## 举办活动

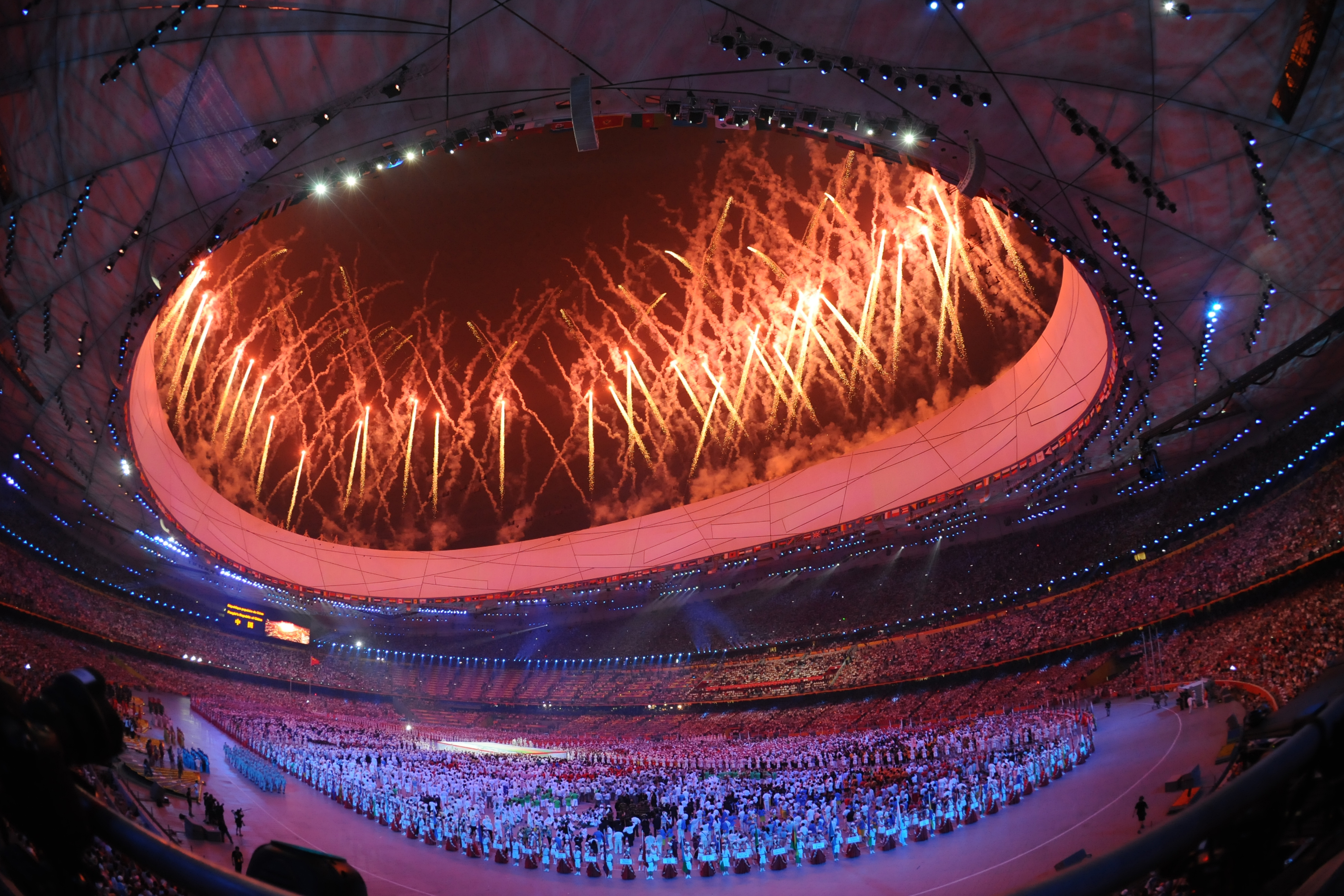
2008年北京奥运会开幕式在鸟巢举办，图为所有运动员代表进场后的煙花匯演。

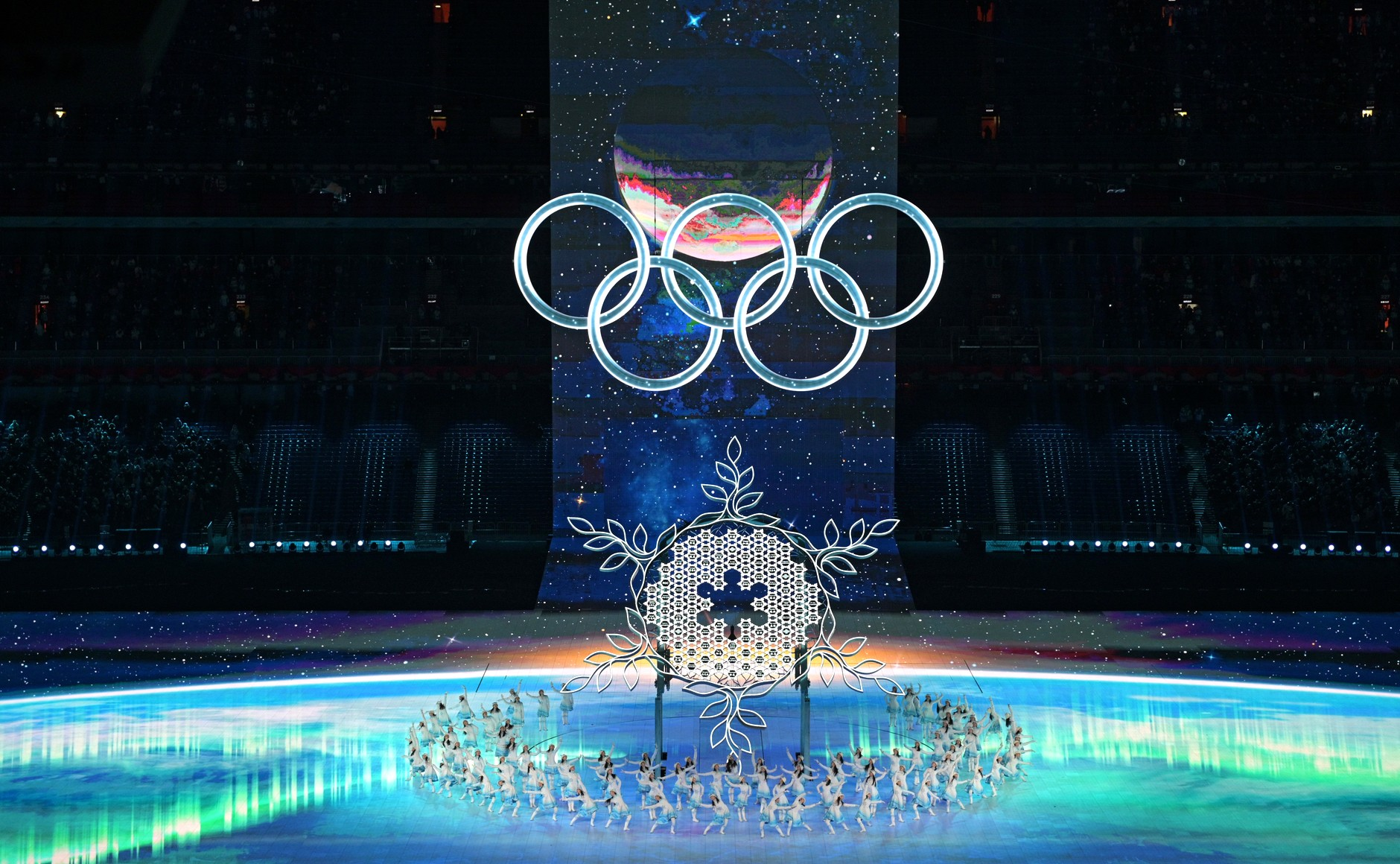
2022年北京冬奥会开幕式在鸟巢举办，图为舞蹈表演《构建一朵雪花》。

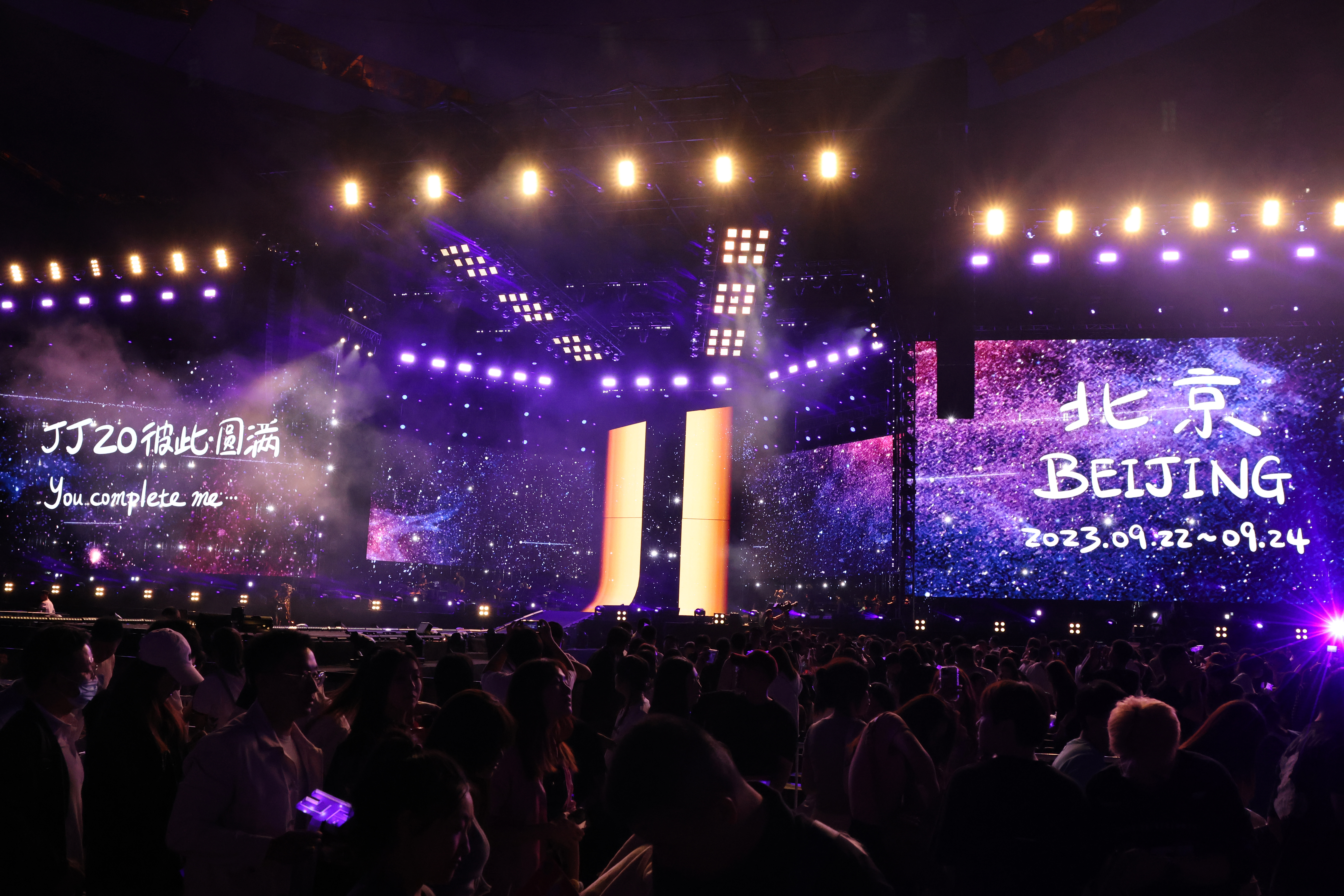
林俊杰「JJ20世界巡回演唱会」北京站，照片摄于2023年9月22日。

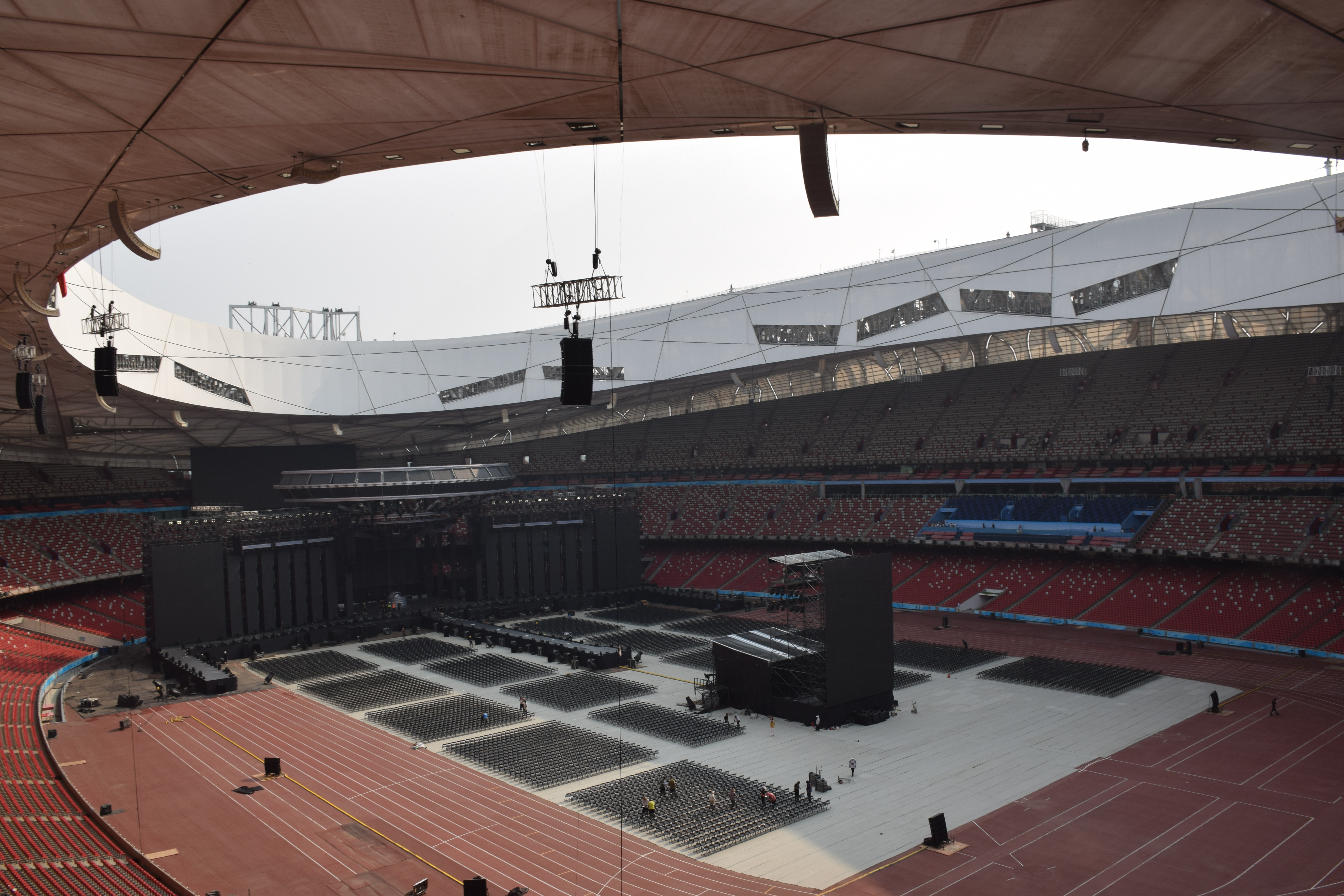
筹办中的薛之谦“天外来物”世界巡回演唱会北京站，照片摄于2024年7月10日。

### 奥运会
- 2008年夏季奥林匹克运动会：开幕式、闭幕式、田径比赛、足球比赛
- 2008年夏季残疾人奥林匹克运动会：开幕式、闭幕式、田径比赛
- 2022年冬季奥林匹克运动会：开幕式、闭幕式
- 2022年冬季残疾人奥林匹克运动会：开幕式、闭幕式

### 国家庆典
- 2019年5月15日：亚洲文化嘉年华
- 2021年6月28日：庆祝中国共产党成立100周年文艺演出

### 体育赛事
- 2009年8月8日：2009年意大利超级杯（英语：2009 Supercoppa Italiana）
- 2009年11月2-4日：2009年世界車王爭霸賽（英语：2009 Race of Champions）
- 2011年8月6日：2011年意大利超级杯
- 2012年8月11日：2012年意大利超级杯
- 2013年10月16日：2013鸟巢杯巴西国家队世界巡回赛
- 2014年12月21-22日：2013-2014国际雪联自由式滑雪空中技巧世界杯
- 2014年10月11日：2014年南美超级德比杯
- 2014年12月20-21日：2014-2015国际雪联自由式滑雪空中技巧世界杯
- 2015年6月29日：2015年全国田径冠军赛
- 2015年7月18日：顶级足球峰会—拜仁慕尼黑VS瓦伦西亚赛事
- 2015年8月22-30日：2015年世界田径锦标赛
- 2015年12月19-20日：2015-2016国际雪联自由式滑雪空中技巧世界杯
- 2016年5月18日：2013年国际田联世界田径挑战赛北京站
- 2017年7月22日：2017年伦敦超级德比杯切尔西VS阿森纳

### 电子竞技
- 2016年7月3日：2016北京电子竞技公开赛（NEA）总决赛
- 2017年11月4日：英雄联盟2017赛季全球总决赛

### 电视节目
- 2015年10月7日：《中国好声音第四季》总决赛
- 2016年10月7日：《中国新歌声》总决赛
- 2017年10月7日：《中国新歌声第二季》总决赛
- 2018年10月7日：《2018中国好声音》总决赛
- 2019年10月7日：《2019中国好声音》总决赛

### 演唱会
| 日期                                               | 歌手             | 演唱会主題                                 | 场数 | 備註                                                        |
| -------------------------------------------------- | ---------------- | ------------------------------------------ | ---- | ----------------------------------------------------------- |
| 2009年5月1日                                       | 成龙和百余位明星 | 「龙的传人」成龙和他的朋友们2009北京演唱会 | 1    | 鸟巢首次演唱会                                              |
| 2009年6月30日                                      | 宋祖英           | 「魅力·中国」鸟巢夏季音乐会                | 1    | 鳥巢首次個人演唱會 嘉宾：周杰伦、郎朗、多明戈               |
| 2011年5月1日                                       | 滾石唱片群星     | 快乐天堂 滚石30周年演唱会                  | 1    | 鸟巢首次四面台演唱会                                        |
| 2011年6月18日                                      | 金波             | 「为党歌唱·向祖国敬礼」金波2011鸟巢演唱会  | 1    | 嘉宾：李双江、凤凰传奇、卞小贞、耿莲凤、耿为华、李琼        |
| 2011年9月25日                                      | 中日韩群星       | 三国演艺—中日韩风云音乐盛典                | 1    |                                                             |
| 2012年4月14日                                      | 王力宏           | MUSIC-MAN Ⅱ火力全开 世界巡回演唱会         | 1    |                                                             |
| 2012年4月29-30日                                   | 五月天           | 诺亚方舟世界巡回演唱会 鸟巢旗舰版          | 2    |                                                             |
| 2013年8月17日                                      | 五月天           | 诺亚方舟世界巡回演唱会明日重生 航空母舰版  | 1    |                                                             |
| 2013年10月19日                                     | SM娱乐群星       | SMTOWN Live第三次世界巡回演唱会            | 1    |                                                             |
| 2014年6月14日                                      | 王力宏           | MUSIC-MAN Ⅱ火力全开 世界巡回演唱会 最终场  | 1    |                                                             |
| 2014年8月2日                                       | 汪峰             | 2014「峰暴来临」超级巡回演唱会             | 1    |                                                             |
| 2014年10月25日                                     | 韩国群星         | MBC韩流音乐演唱会                          | 1    |                                                             |
| 2016年6月23日                                      | 孙楠             | 「飞鸟毕业会」孙楠交响人生演唱会           | 1    | 嘉宾：许志安、谭维维、李玉玺、周汤豪                        |
| 2016年6月25-26日                                   | 电玩交响音乐会   | 电玩交响音乐会                             | 2    |                                                             |
| 2016年8月26-28日                                   | 五月天           | Just Rock It 2016 就是演唱会               | 3    |                                                             |
| 2016年9月16日                                      | 群星             | 心时纪·大型国风主题演唱会                  | 1    |                                                             |
| 2016年10月21-22日                                  | 陈奕迅           | ANOTHER EASON's LIFE 世界巡回演唱会        | 2    |                                                             |
| 2017年7月7日                                       | 汪峰             | 「岁月」巡回演唱会                         | 1    |                                                             |
| 2017年8月18-19日                                   | 五月天           | 人生无限公司巡回演唱会                     | 2    |                                                             |
| 2017年9月23日                                      | 黄国伦           | 「没有不可能」黄国伦鸟巢演唱会             | 1    | 嘉宾：周华健、邓紫棋、金志文、黄绮珊                        |
| 2018年8月11日                                      | 张杰             | 「未·LIVE」巡回演唱会                      | 1    |                                                             |
| 2018年8月24-26日                                   | 五月天           | 人生无限公司巡回演唱会鸟巢终极版           | 3    |                                                             |
| 2018年9月8-9日                                     | 华晨宇           | 2018“火星”演唱会                           | 2    |                                                             |
| 2019年8月10日                                      | 张杰             | 「未·LIVE」巡回演唱会                      | 1    |                                                             |
| 2019年8月23-25日                                   | 五月天           | 2019 Just Rock It!!!“蓝 \| BLUE”演唱会     | 3    |                                                             |
| 2023年5月26-28日                                   | 五月天           | 好好好想见到你北京演唱会                   | 3    | 鸟巢首次连唱六场演唱会 首位達成鳥巢演唱會總場次二十場的歌手 |
| 2023年5月31-6月1日、6月3日                         | 五月天           | 諾亞方舟10周年进化复刻限定版演唱会         | 3    | 鸟巢首次连唱六场演唱会 首位達成鳥巢演唱會總場次二十場的歌手 |
| 2023年8月11-13日                                   | 薛之谦           | 天外来物巡回演唱会                         | 3    |                                                             |
| 2023年8月25-27日                                   | 张杰             | 未·LIVE「曜·北斗」巡回演唱会               | 3    |                                                             |
| 2023年9月9-10日                                    | 华晨宇           | 2023“火星”演唱会                           | 2    | 鸟巢首次四面台个人演唱会                                    |
| 2023年9月22-24日                                   | 林俊杰           | JJ20世界巡回演唱会                         | 3    |                                                             |
| 2024年4月20日                                      | 李荣浩           | 縱橫四海·龙年世界巡迴演唱會                | 1    |                                                             |
| 2024年5月4-5日                                     | 凤凰传奇         | 2024「吉祥如意｣ 巡回演唱会                 | 2    |                                                             |
| 2024年5月18-19日、21-22日 24-26日、5月30-6月1日    | 五月天           | 回到那一天巡迴演唱會                       | 10   | 鸟巢首次連唱十场演唱会 首位達成鳥巢演唱會總場次三十場的歌手 |
| 2024年6月15日                                      | 莫文蔚           | 大秀一場演唱會                             | 1    |                                                             |
| 2024年6月29-30日                                   | 张信哲           | 未来式终极版世界巡回演唱会                 | 2    | 鸟巢最年长开唱者（57岁）                                    |
| 2024年7月12-14日、17日、19-20日                    | 薛之謙           | 天外来物巡回演唱会                         | 6    |                                                             |
| 2024年8月2-4日、6-7日、9-11日                      | 张杰             | 「未·LIVE - 开往1982」巡回演唱会           | 8    |                                                             |
| 2024年8月22-25日                                   | 鄧紫棋           | G.E.M. I AM GLORIA 世界巡迴演唱會          | 4    |                                                             |
| 2024年9月7-8日                                     | 华晨宇           | 2024华晨宇“火星”演唱会                     | 2    |                                                             |
| 2024年9月21-22日                                   | 周深             | 2024周深9.29Hz巡回演唱会                   | 2    |                                                             |
| 2024年10月26日                                     | 许嵩             | 呼吸之野演唱会                             | 1    |                                                             |
| 2025年3月21-23日                                   | 汪苏泷           | 十万伏特2.0巡回演唱会                      | 3    |                                                             |
| 2025年4月5-6日                                     | 張惠妹           | ASMR Maxxx世界巡迴演唱會                   | 2    | [ 20 ] [ 21 ]                                               |
| 2025年4月18-20日、25-27日 5月2-4日、9-11日         | 张杰             | 「未·LIVE - 开往1982」巡回演唱会           | 12   | 鸟巢首次连唱十二场演唱会                                    |
| 2025年5月23-25日、5月31日-6月1日                   | 凤凰传奇         | 2025「吉祥如意｣ 巡回演唱会                 | 6    |                                                             |
| 2025年6月13日、15日                                | 孙燕姿           | 就在日落以後巡迴演唱會                     | 2    | [ 22 ]                                                      |
| 2025年6月27-29日、7月4-6日、11-13日                | 林俊杰           | JJ20 FINAL LAP世界巡迴演唱會               | 9    |                                                             |
| 2025年7月25-27日、8月1-3日、6日 8月8-10日、15-17日 | 五月天           | 回到那一天巡迴演唱會                       | 13   | 鸟巢首次连唱十三场演唱会                                    |
| 2025年8月29-30日                                   | 王源             | 宇宙超级无敌大狂欢巡回演唱会               | 2    | 鸟巢最年轻开唱者（24岁）                                    |
| 2025年9月19-21日                                   | 陶喆             | Soul Power II 世界巡迴演唱會               | 3    |                                                             |

## 交通

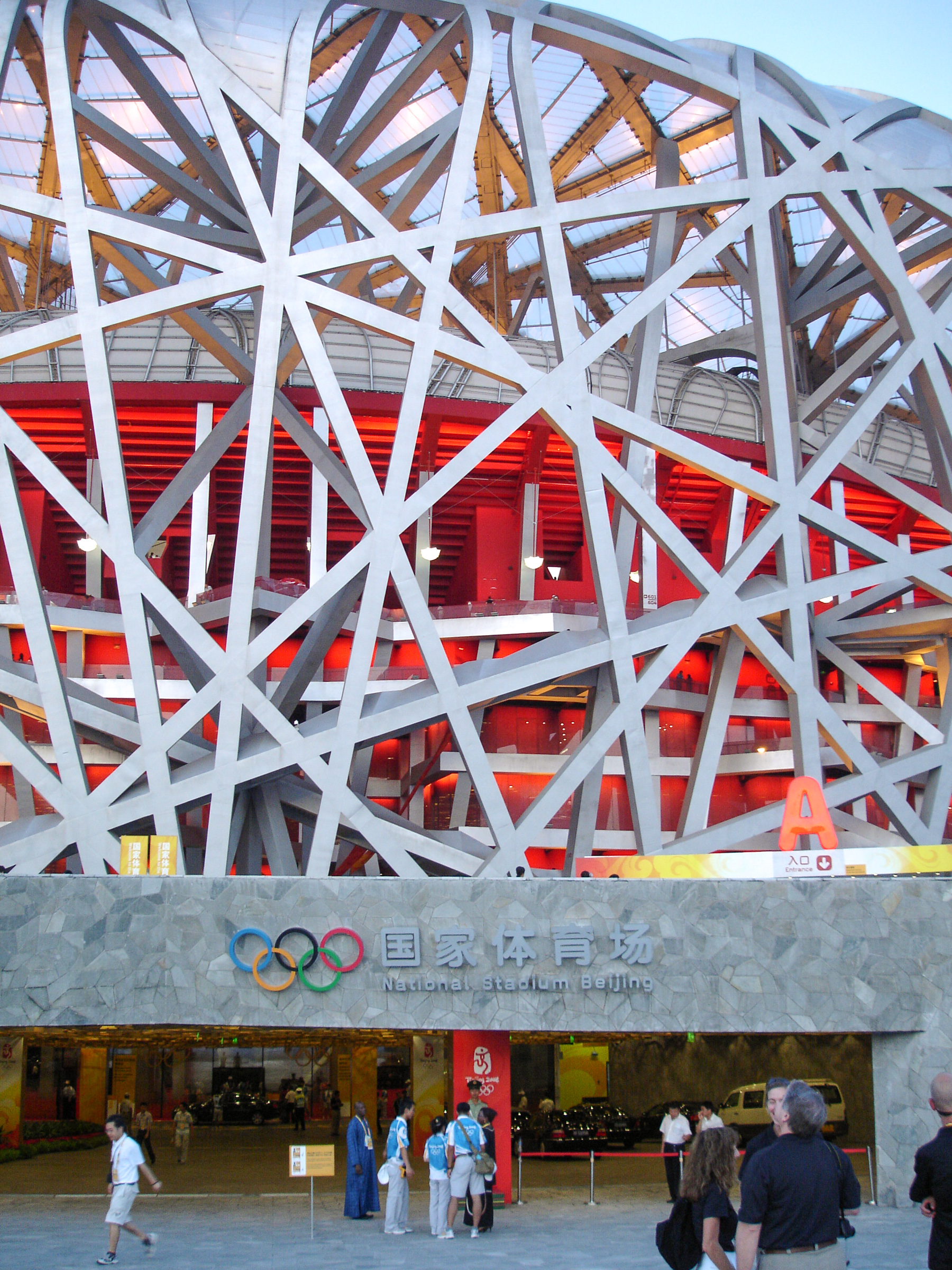
2008年北京奥运会期间的国家体育场入口

### 地铁
- 奧林匹克公園站： █ 北京地铁8号线、 █ 北京地铁15号线
- 奧體中心站： █ 北京地铁8号线

### 公交
- 国家体育场东(鸟巢)：82路、419路、538路、645路
- 北辰东路：82路、419路、538路、观光3线、夜34路
- 慧忠路西口：645路、928路、夜34路
- 亚运村：386路、400路内环、407路、490路、613路、645路、658路、快速直达专线1477路
- 北辰西桥北：81路、82路、510路、607路、观光3线、夜6路

## 外形與內部

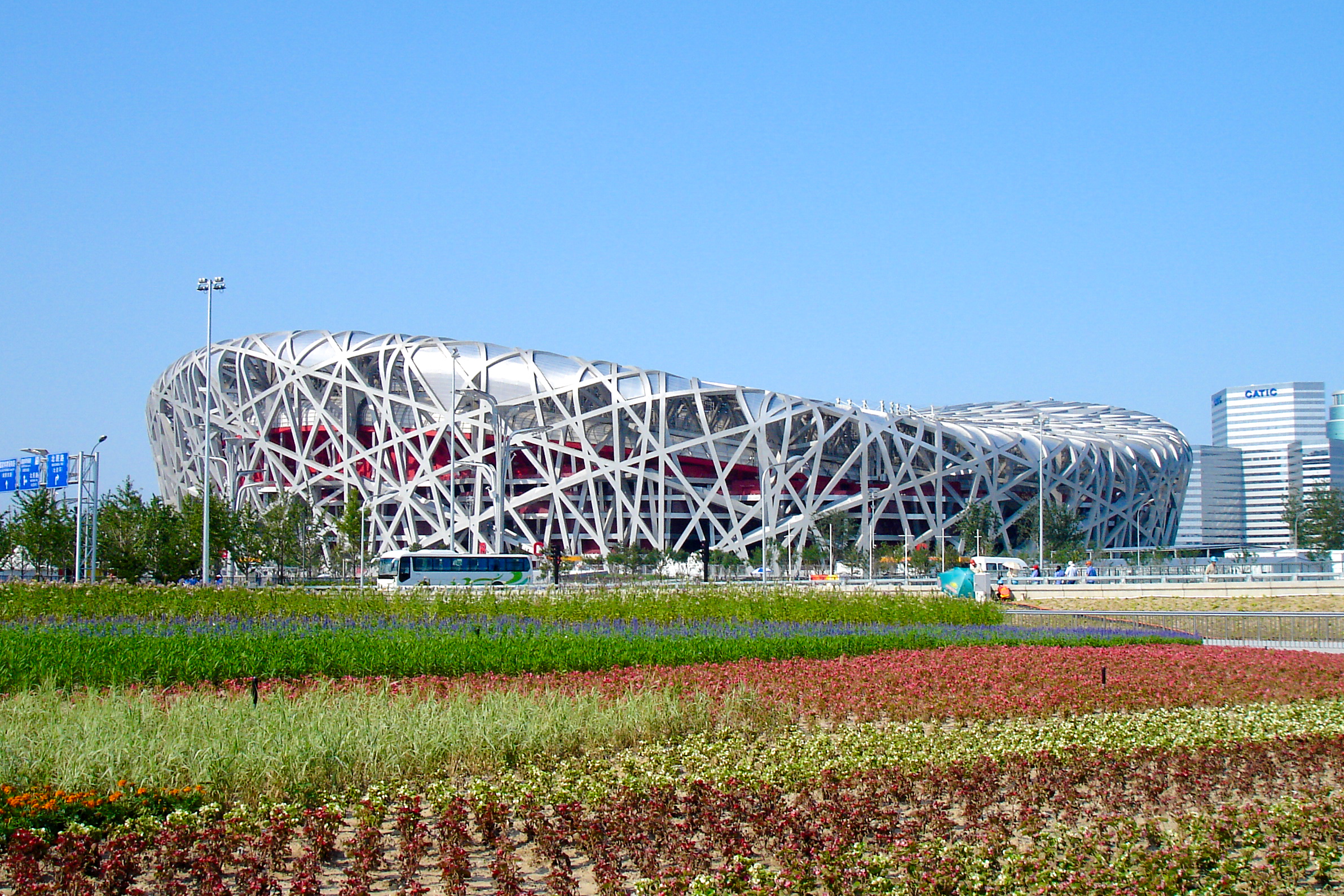
2008年7月初已经基本完工的国家体育场
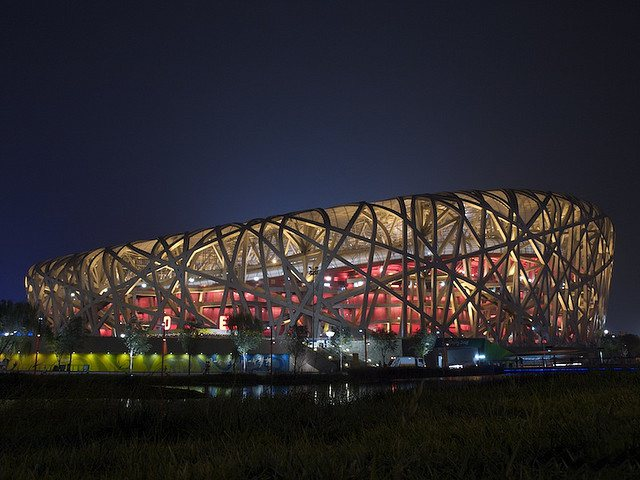
夏季奥运会期间的北京国家体育场
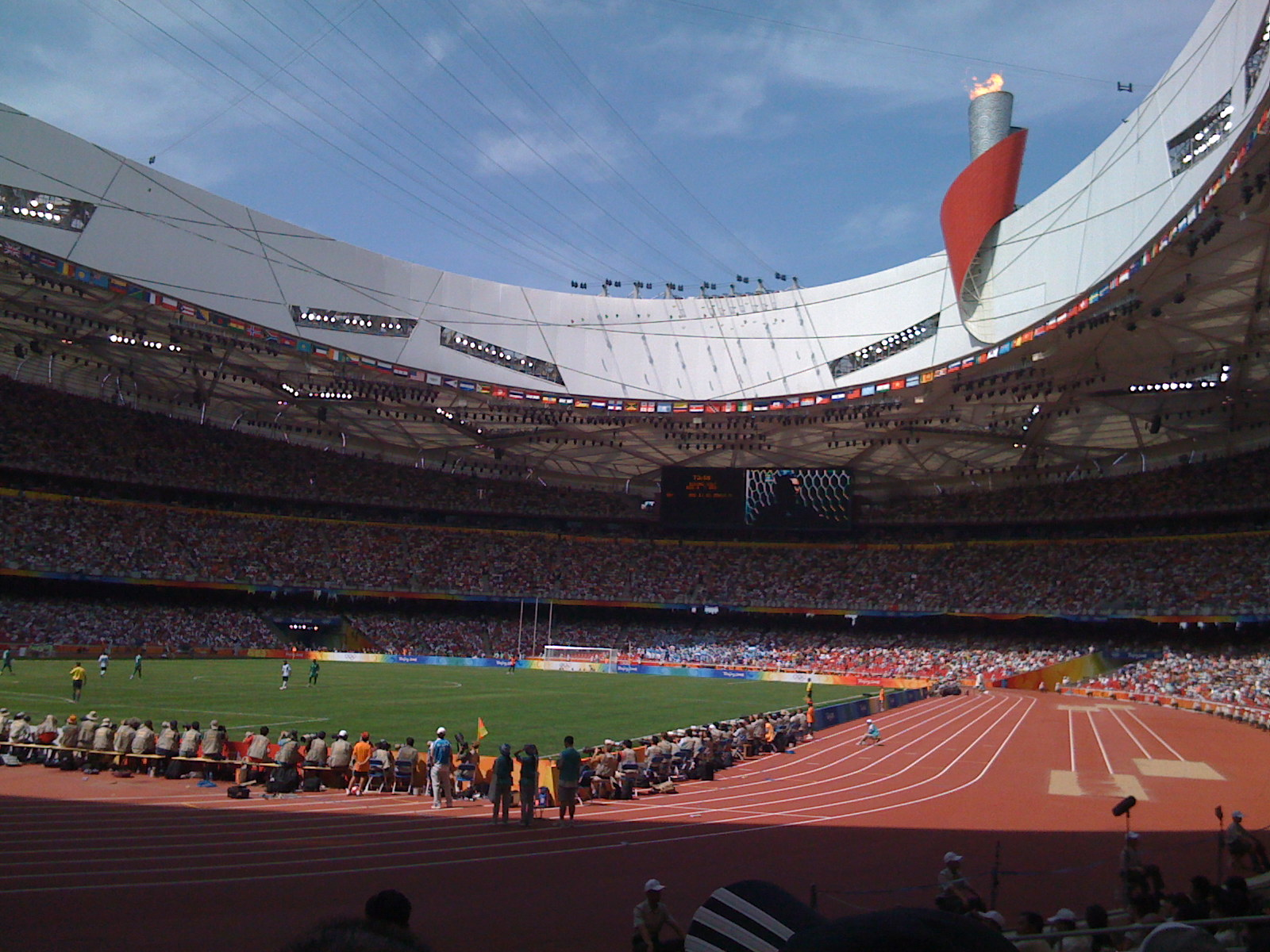
北京奥运会期间体育场内部
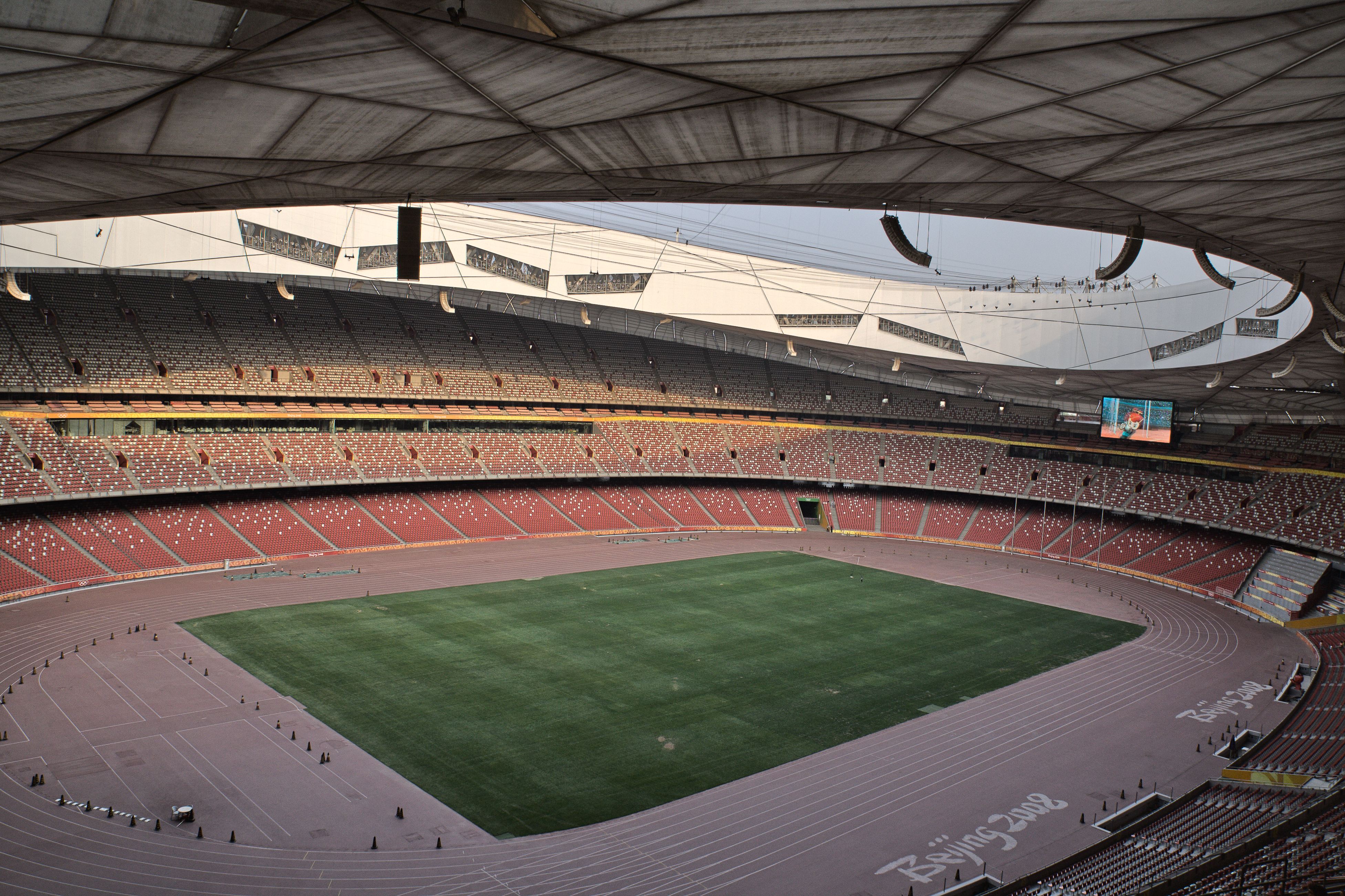
体育场室内景观
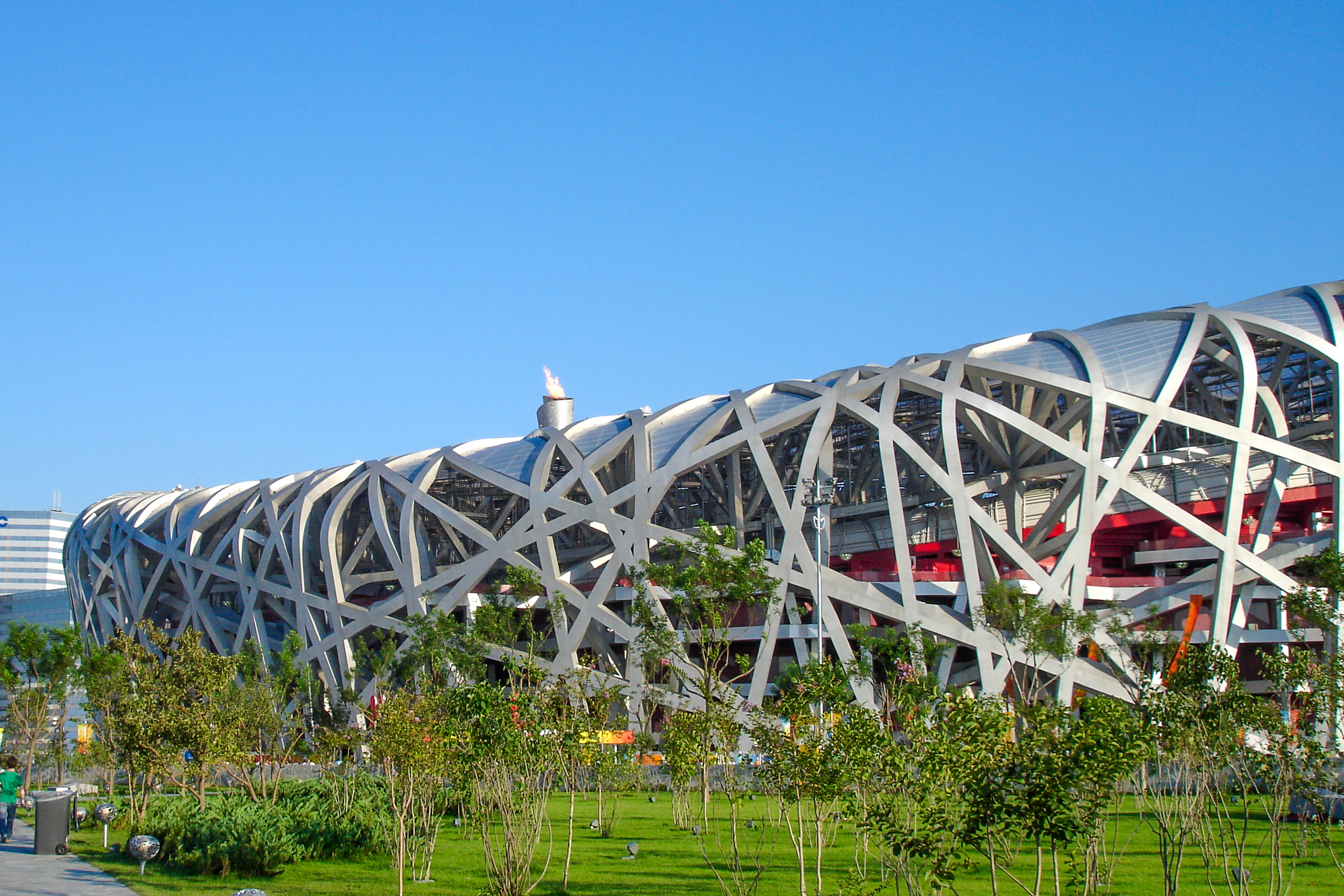
2008年夏季奥运会圣火
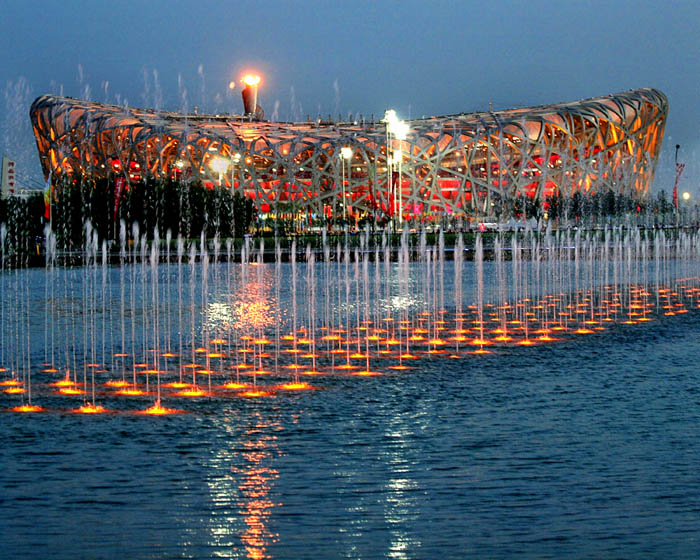
2008年夏季奥运会圣火
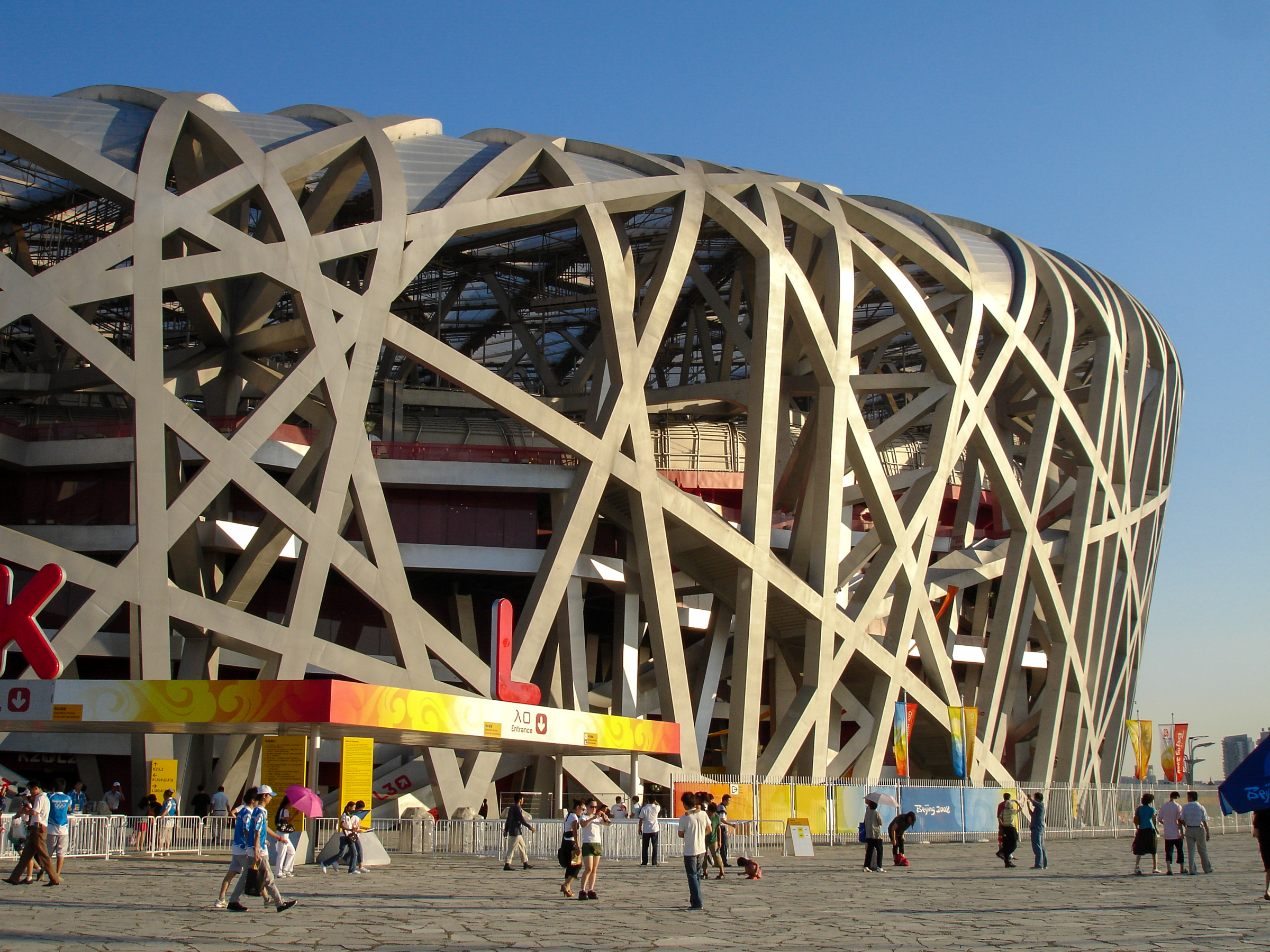
2008年夏季奥运会期间的入口
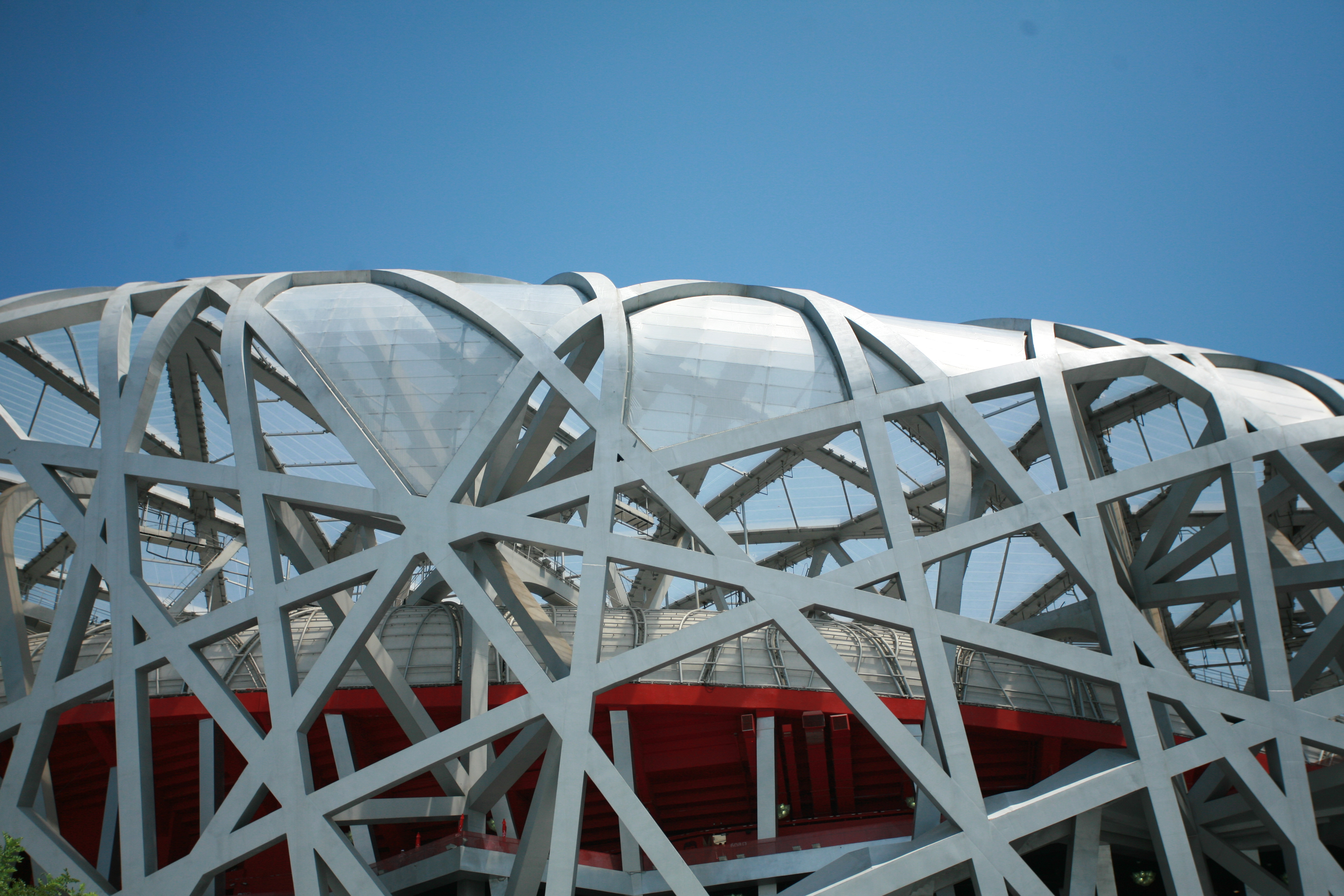
外观细节
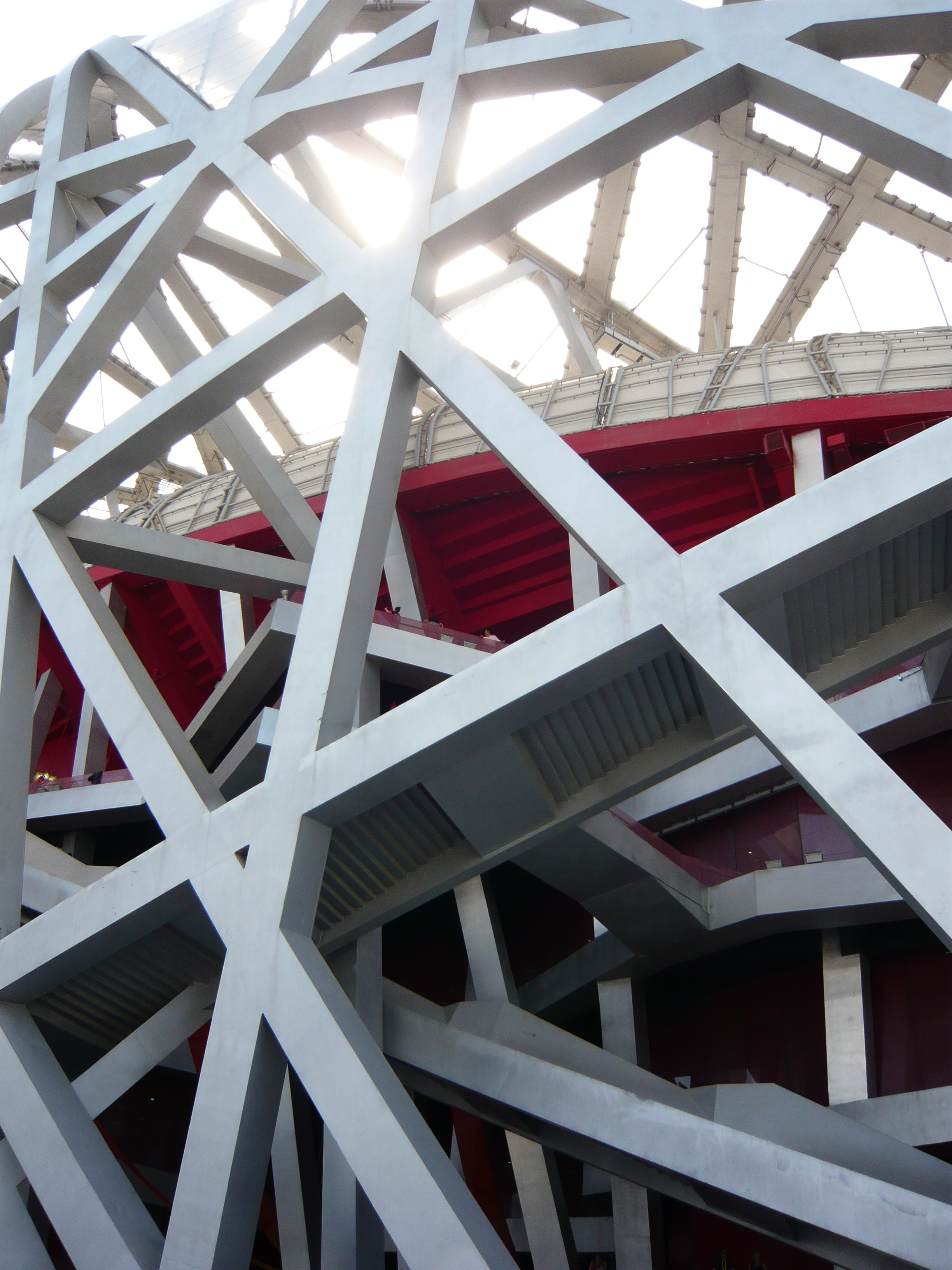
体育场外观的建筑细节
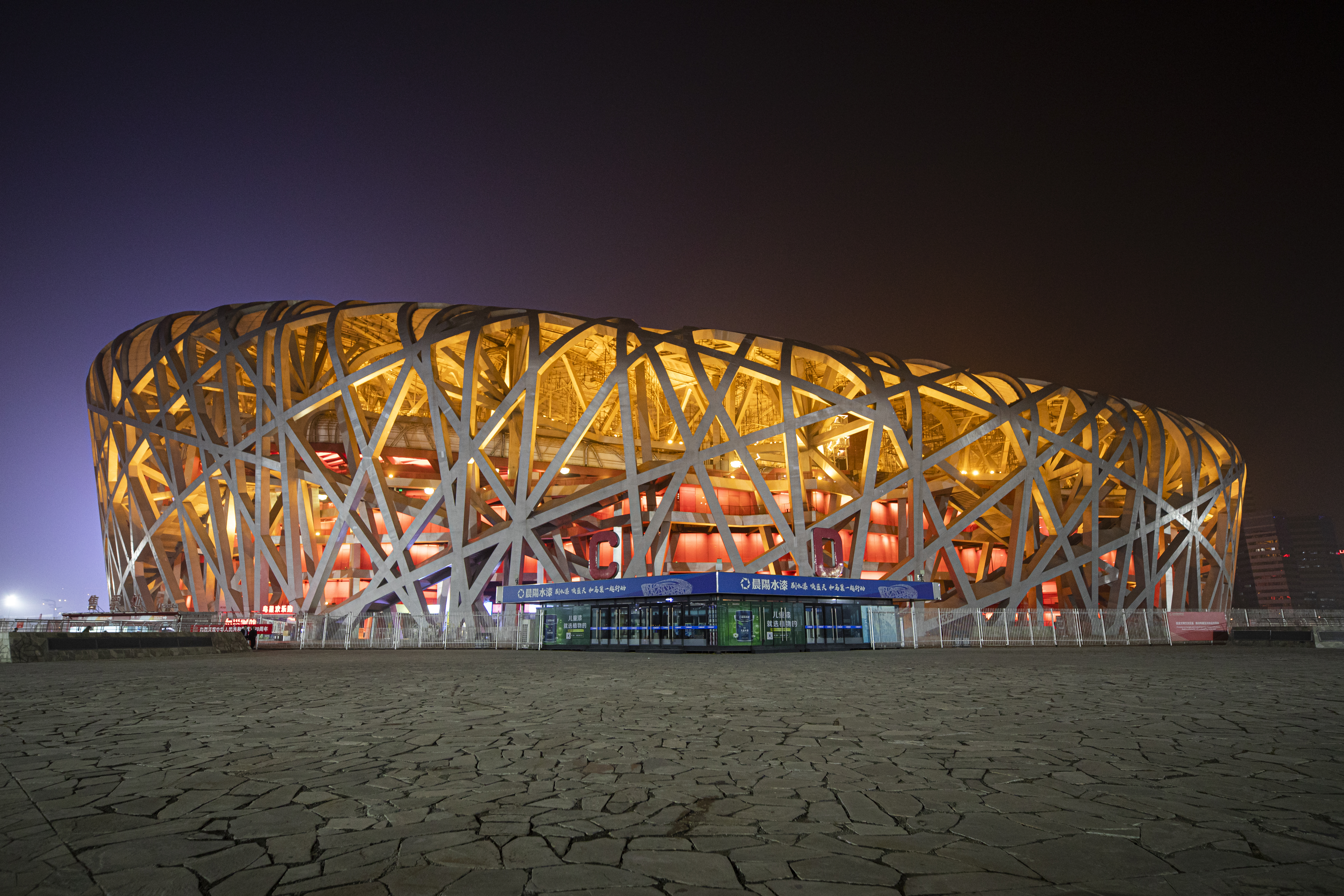
夜间的北京国家体育场
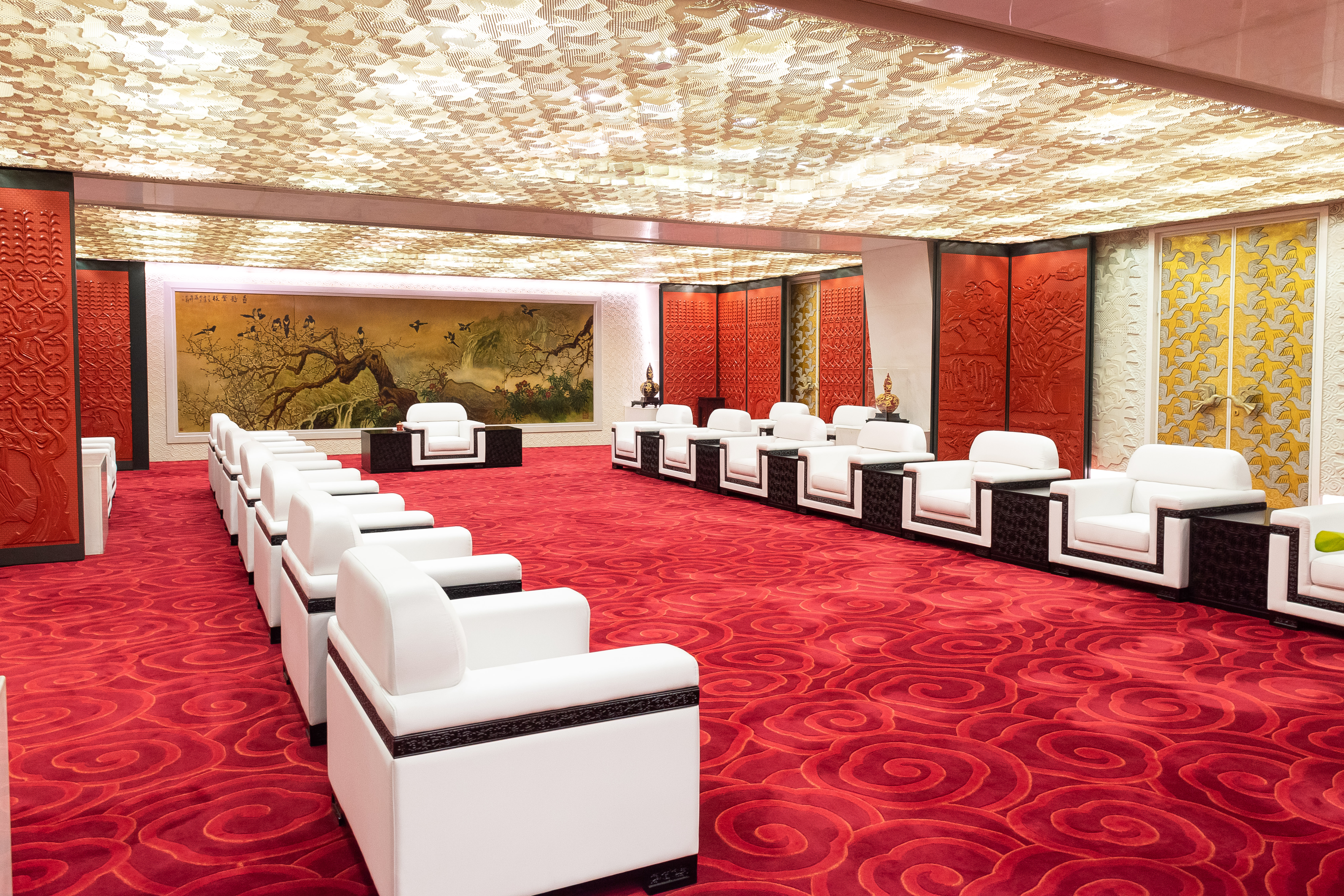
二层用于党和国家领导人会客的“祥云金厅”
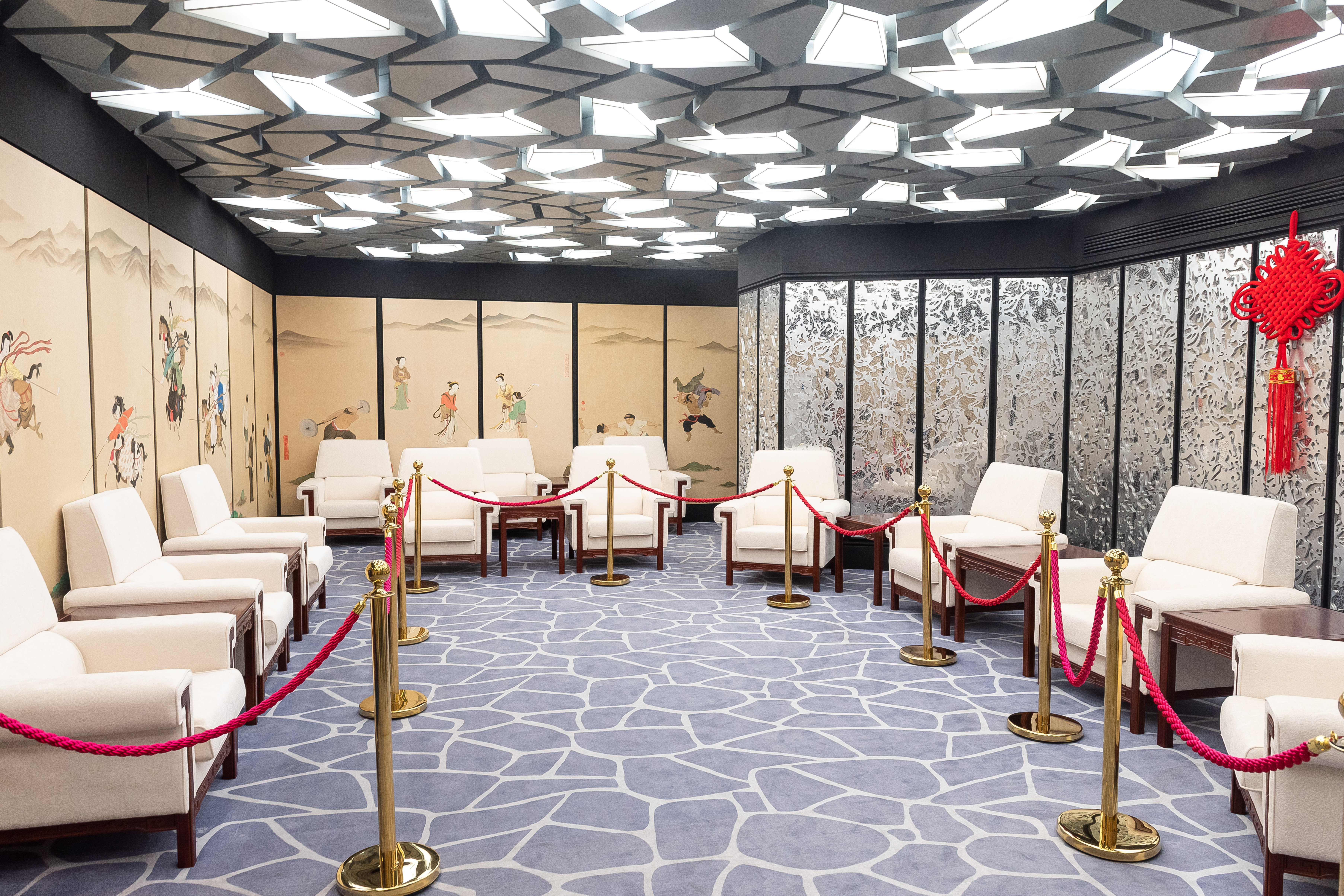
二层用于国际奥委会官员会客的“流水银厅”

國家體育場的外形结构主要由巨大的门式钢架组成，共有24根桁架柱。而鋼架的空隙拉上半透明的充氣薄膜，既可防水又可讓陽光滲進。建筑顶面呈鞍形，长轴为332.3米，短轴为296.4米，最高点高度为68.5米，最低点高度为42.8米。
體育場建築面積25.8萬平方米，用地面積20.4萬平方米，总面积约为55万平方米。混凝土結構主體分地下一層，地上七層，地上高度69.21米，整個建築造型呈橢圓的馬鞍形。內設100,000個座席，當中包括永久座席80,000個，臨時座席11,000個。同時，場館使用了聚四氟乙烯的气枕式薄膜，這薄膜的好處是耐腐蝕、透光性能好，可以柔和的散射开阳光，避免结构框架投下凌乱的阴影。

## 鸟巢文化中心
2015年3月21日，经过一年多时间筹备的鸟巢文化中心在国家体育场正式成立。同日揭牌的还有作为鸟巢文化中心组成部分的创客孵化平台“亮中国”。鸟巢文化中心的定位是“体育文化金融孵化平台”和“首都公共文化空间”。鸟巢文化中心自成立后，主要举办路演、论坛、发布、展览、比赛等活动。2015年底，鸟巢文化中心引入雅昌艺术书店，成立了“雅昌鸟巢体育艺术书店”并对外开放，店内大量使用雅昌艺术数据库产品，并提供数字艺术图书博物馆服务。